# Dario Cerasola
Dario Cerasola (ur. 5 marca 1984 w Palermo) – włoski wioślarz.

## Osiągnięcia
- Mistrzostwa Świata Juniorów – Troki 2002 – ósemka – 2. miejsce[1].
- Mistrzostwa Świata U-23 – Amsterdam 2005 – ósemka – 2. miejsce[1].
- Mistrzostwa Świata – Gifu 2005 – dwójka ze sternikiem – 2. miejsce[1].
- Mistrzostwa Świata U-23 – Hazewinkel 2006 – ósemka – 3. miejsce[1].
- Mistrzostwa Świata – Eton 2006 – dwójka ze sternikiem – 2. miejsce[1].
- Mistrzostwa Świata – Monachium 2007 – ósemka wagi lekkiej – 3. miejsce[1].
- Mistrzostwa Świata – Linz 2008 – ósemka wagi lekkiej – 4. miejsce[1].